# Cymatosyrinx johnsoni
Cymatosyrinx johnsoni är en snäckart som beskrevs av Arnold 1903. Cymatosyrinx johnsoni ingår i släktet Cymatosyrinx och familjen Drilliidae. Inga underarter finns listade i Catalogue of Life.